# Cierva de Medina Azahara
La cierva de Medina Azahara es un pequeño surtidor de agua de bronce, que está datado entre los años 950 - 1001 d. C. (siglo X), en época del Califato de Córdoba de la península ibérica, territorio llamado al-Ándalus. La pieza se exhibe en el Museo Arqueológico Nacional de Madrid, con el número de inventario 1943/41/1.

## Hallazgo e historia
La escultura de la cierva apareció durante unas obras que se estaban realizando para el alcantarillado del patio de una casa junto a los jardines de la Victoria, cerca de la puerta de Almodóvar donde comenzaba el camino hacia Almodóvar del Río, a unos dos metros de profundidad, en la ciudad de Córdoba, España. Fue adquirida por el Museo Arqueológico Nacional de Madrid el 3 de febrero de 1940.
Aunque varios autores consideran que pudo ser una pieza de importación del Califato fatimí, quizás Egipto, su cercanía y su parecido a los cervatillos encontrados en el siglo XVI en la ciudad de Medina Azahara (actualmente en el Museo Arqueológico de Córdoba y en el Museo de Arte Islámico de Doha, en Catar), apenas 8 kilómetros del hallazgo de la cierva, delatan que pudo haber sido realizados en el mismo taller, o al menos en el Califato de Córdoba, donde se desarrolló una gran industria metalúrgica.

## Características
- Forma: cierva desproporcionada.
- Material: bronce.
- Estilo: fatimí
- Técnica: Sobredorado, fundición a la cera perdida, nielado y grabado.
- Altura: 32,3 centímetros.
- Longitud: 31,5 centímetros.
- Grosor: 10 centímetros.